# رازقند
رازقند، روستایی است از توابع بخش مرکزی شهرستان سبزوار، خراسان رضوی، ایران.

## وجه تسمیه
فریدون جنیدی معتقد است «رازقند» مرکب از دو کلمهٔ پهلوی «راز» و «قند» است. «راز» که در نام «شیراز» و بسیاری از روستاهای دیگر به کار رفته‌است به معنی «خانه و جایگاه» می‌باشد. «قند» معرب «کند» یا «کنت» می‌باشد و در نام‌های «سمرقند» و «قندهار» و چندی از روستاهای دیگر نیز به کار رفته‌است و به معنی «شهر» می‌باشد.

## جمعیت
این روستا در دهستان قصبه شرقی قرار داشته و بر اساس سرشماری سال ۱۳۸۵ جمعیت آن ۲۶۸ نفر (۹۰ خانوار)
بوده‌است.